# Saltimbocca

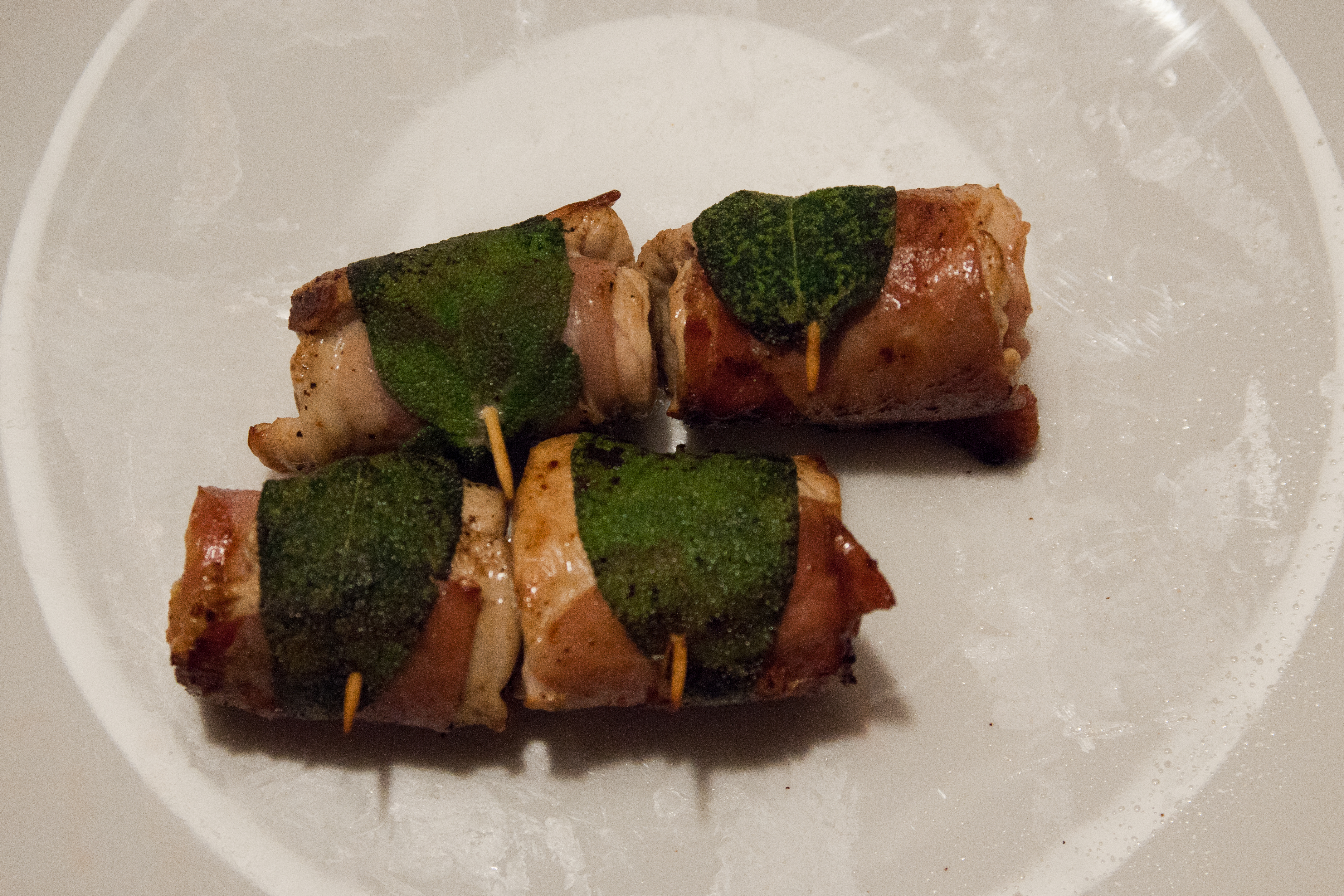
Saltimbocca.

Saltimbocca (från italienska "saltare" hoppa, "in" i och "bocca" mun, ungefär: "hoppar in i munnen") är en maträtt som består av kalvkött toppat med rökt skinka och salvia. Saltimbocca serveras stekt. Eventuellt låter man köttet marinera i vin före stekningen.
Rätten är en av det italienska kökets klassiker (möjligen med ursprung i Brescia eller på den romerska trattorian Le Venete) men har blivit populär i många delar av världen.